# Callistochiton indicus
Callistochiton indicus är en blötdjursart som beskrevs av Eugène Leloup 1953. Callistochiton indicus ingår i släktet Callistochiton och familjen Ischnochitonidae.
Artens utbredningsområde är Chagosöarna. Inga underarter finns listade i Catalogue of Life.